# Jacaranda Ensemble
Jacaranda ist ein 1997 gegründetes Instrumentalensemble, das sich aus fünf Musikern und Solisten der Brandenburger Symphoniker zusammensetzt. Das Ensemble möchte mit seiner Musik eine Brücke zwischen den Kulturen der Welt bauen.
Jacaranda spielen auf Alphörnern, Didgeridoos, Saxophonen, Marimba, Congas und anderen Percussion-Instrumenten eine Mischung von komponierter und improvisierter Musik, in dem Elemente aus Klassik, Blues, Folk und Jazz miteinander verbunden werden.
Konzertreisen führten das Jacaranda Ensemble durch Deutschland, die USA, Österreich, Estland, Großbritannien, Liechtenstein, Ägypten, Libanon, Kuwait sowie mehrfach nach China, Oman, Spanien und Luxemburg.
Im Jahr 2006 gewann das Ensemble beim deutschen Weltmusikwettbewerb Creole in Berlin. In Anerkennung der bisher geleisteten künstlerischen Arbeit wurde dem  Jacaranda Ensemble im Januar 2013 der erste Kunstförderpreis des Landes Brandenburg verliehen.

## Diskografie
- 2006: continental
- 2001: voice of earth
- 2000: 3rd street promenade